# 奈良県小学校一覧
奈良県小学校一覧（ならけんしょうがっこういちらん）は、奈良県の小学校、義務教育学校の一覧。

## 国立小学校
- 奈良教育大学附属小学校
- 奈良女子大学附属小学校

## 公立小学校

### 奈良市
- 奈良市立飛鳥小学校
- 奈良市立あやめ池小学校
- 奈良市立右京小学校
- 奈良市立大宮小学校
- 奈良市立興東小学校
- 奈良市立帯解小学校
- 奈良市立鼓阪小学校
- 奈良市立鼓阪北小学校
- 奈良市立西大寺北小学校
- 奈良市立佐保小学校
- 奈良市立佐保川小学校
- 奈良市立佐保台小学校
- 奈良市立左京小学校
- 奈良市立済美小学校
- 奈良市立済美南小学校
- 奈良市立朱雀小学校
- 奈良市立青和小学校
- 奈良市立大安寺小学校
- 奈良市立大安寺西小学校
- 奈良市立辰市小学校
- 奈良市立月ヶ瀬小学校
- 奈良市立鳥見小学校
- 奈良市立椿井小学校
- 奈良市立鶴舞小学校
- 奈良市立田原小学校
- 奈良市立都祁小学校
- 奈良市立富雄第三小学校
- 奈良市立富雄南小学校
- 奈良市立富雄北小学校
- 奈良市立登美ヶ丘小学校
- 奈良市立二名小学校
- 奈良市立東市小学校
- 奈良市立東登美ヶ丘小学校
- 奈良市立伏見小学校
- 奈良市立伏見南小学校
- 奈良市立平城小学校
- 奈良市立平城西小学校
- 奈良市立都跡小学校
- 奈良市立三碓小学校
- 奈良市立明治小学校
- 奈良市立柳生小学校
- 奈良市立六条小学校
- 奈良市立ならやま小中学校

### 大和高田市
- 大和高田市立高田小学校
- 大和高田市立片塩小学校
- 大和高田市立磐園小学校
- 大和高田市立浮孔小学校
- 大和高田市立浮孔西小学校
- 大和高田市立陵西小学校
- 大和高田市立土庫小学校
- 大和高田市立菅原小学校

### 大和郡山市
- 大和郡山市立郡山南小学校
- 大和郡山市立郡山西小学校
- 大和郡山市立郡山北小学校
- 大和郡山市立片桐小学校
- 大和郡山市立片桐西小学校
- 大和郡山市立治道小学校
- 大和郡山市立昭和小学校
- 大和郡山市立筒井小学校
- 大和郡山市立平和小学校
- 大和郡山市立矢田小学校
- 大和郡山市立矢田南小学校

### 天理市
- 天理市立丹波市小学校
- 天理市立山の辺小学校
- 天理市立井戸堂小学校
- 天理市立前栽小学校
- 天理市立二階堂小学校
- 天理市立朝和小学校
- 天理市立福住小学校
- 天理市立櫟本小学校
- 天理市立柳本小学校

### 橿原市
- 橿原市立畝傍南小学校
- 橿原市立畝傍東小学校
- 橿原市立畝傍北小学校
- 橿原市立鴨公小学校
- 橿原市立晩成小学校
- 橿原市立今井小学校
- 橿原市立真菅小学校
- 橿原市立真菅北小学校
- 橿原市立耳成小学校
- 橿原市立耳成南小学校
- 橿原市立耳成西小学校
- 橿原市立金橋小学校
- 橿原市立香久山小学校
- 橿原市立新沢小学校
- 橿原市立白橿南小学校
- 橿原市立白橿北小学校

### 桜井市
- 桜井市立朝倉小学校
- 桜井市立安倍小学校
- 桜井市立織田小学校
- 桜井市立桜井小学校
- 桜井市立桜井西小学校
- 桜井市立桜井南小学校
- 桜井市立城島小学校
- 桜井市立大福小学校
- 桜井市立初瀬小学校
- 桜井市立纒向小学校
- 桜井市立三輪小学校

### 五條市
- 五條市立五條東小学校
- 五條市立五條小学校
- 五條市立牧野小学校
- 五條市立五條南小学校

### 御所市
- 御所市立御所小学校
- 御所市立葛小中学校
- 御所市立葛城小学校
- 御所市立大正小学校
- 御所市立秋津小学校
- 御所市立掖上小学校
- 御所市立名柄小学校

### 生駒市
- 生駒市立生駒小学校
- 生駒市立生駒南小学校
- 生駒市立生駒南第二小学校
- 生駒市立生駒北小学校
- 生駒市立桜ヶ丘小学校
- 生駒市立鹿ノ台小学校
- 生駒市立あすか野小学校
- 生駒市立壱分小学校
- 生駒市立俵口小学校
- 生駒市立真弓小学校
- 生駒市立生駒東小学校
- 生駒市立生駒台小学校

### 香芝市
- 香芝市立五位堂小学校
- 香芝市立下田小学校
- 香芝市立二上小学校
- 香芝市立志都美小学校
- 香芝市立関屋小学校
- 香芝市立三和小学校
- 香芝市立鎌田小学校
- 香芝市立真美ヶ丘東小学校
- 香芝市立真美ヶ丘西小学校
- 香芝市立旭ヶ丘小学校

### 葛城市
- 葛城市立新庄小学校
- 葛城市立忍海小学校
- 葛城市立新庄北小学校
- 葛城市立磐城小学校
- 葛城市立當麻小学校

### 宇陀市
- 宇陀市立大宇陀小学校
- 宇陀市立菟田野小学校
- 宇陀市立榛原小学校
- 宇陀市立榛原西小学校
- 宇陀市立榛原東小学校
- 宇陀市立室生小学校

### 山辺郡
- 山添村立やまぞえ小学校

### 生駒郡
- 平群町立平群小学校
- 平群町立平群北小学校
- 平群町立平群南小学校
- 三郷町立三郷小学校
- 三郷町立三郷北小学校
- 斑鳩町立斑鳩小学校
- 斑鳩町立斑鳩東小学校
- 斑鳩町立斑鳩西小学校
- 安堵町立安堵小学校

### 磯城郡
- 田原本町立田原本小学校
- 田原本町立北小学校
- 田原本町立東小学校
- 田原本町立南小学校
- 田原本町立平野小学校
- 川西町立川西小学校
- 三宅町立三宅小学校

### 宇陀郡
- 曽爾村立曽爾小中学校
- 御杖村立御杖小学校

### 高市郡
- 高取町立たかむち小学校
- 明日香村立明日香小学校

### 北葛城郡
- 王寺町立王寺北義務教育学校
- 王寺町立王寺南義務教育学校
- 広陵町立広陵東小学校
- 広陵町立広陵西小学校
- 広陵町立広陵北小学校
- 広陵町立真美ヶ丘第一小学校
- 広陵町立真美ヶ丘第二小学校
- 上牧町立上牧小学校
- 上牧町立上牧第二小学校
- 上牧町立上牧第三小学校
- 河合町立河合第一小学校
- 河合町立河合第二小学校

### 吉野郡
- 十津川村立十津川第一小学校
- 十津川村立十津川第二小学校
- 吉野町立小中一貫教育校吉野さくら学園吉野小学校
- 大淀町立大淀桜ヶ丘小学校
- 大淀町立大淀緑ヶ丘小学校
- 大淀町立大淀希望ヶ丘小学校
- 下市町立下市小学校
- 黒滝村立黒滝小学校
- 天川村立天川小中学校
- 下北山村立下北山小中学校
- 上北山村立上北山やまゆり学園
- 川上村立川上小学校
- 東吉野村立東吉野小学校
- 野迫川村立野迫川小中学校

## 私立小学校
- 奈良育英小学校
- 帝塚山小学校
- 天理小学校
- 智辯学園奈良カレッジ小学部
- 奈良学園小学校
- 近畿大学附属小学校